# Spaanprijs
De Spaanprijs, een initiatief van de Nederlandse J.B.Th. Spaanstichting, is een tweejaarlijkse prijs voor christelijke mediacommunicatie. Hij is bedoeld als hulde voor het doorgeven van de christelijke, bijbelse, en kerkelijke traditie aan nieuwe generaties met gebruikmaking van de beste mogelijkheden van het moment. In 2010 bedroeg de prijs € 2500.
De prijs is vernoemd naar de protestantse journalist Jan Spaan (1900-1969), die onder meer oprichter was van het weekblad Hervormd Nederland. Na Spaans dood richtte zijn partner, Lenie Schenk (1907-1992), met behulp van zijn nalatenschap de naar hem genoemde stichting op. Deze wil er vanaf 1976 door uitreiking van de Spaanprijs voor zorgen dat Spaan niet vergeten wordt.
Een onafhankelijke jury kandideert tweejaarlijks een gegadigde voor de prijs.

## Laureaten sinds 1976
- 1976 - Auke Jelsma, kerkhistoricus, Kampen
- 1978 - Henk van Ulsen, acteur, bekend van Prediker
- 1980 - Bert van Duijn, hoofdredacteur Hervormd Nederland
- 1982 - Johan Winkler, publicist
- 1982 - Rex Brico, redacteur geestelijk leven Elsevier
- 1984 - Willem Vogel, componist, organist
- 1984 - Tineke van der Weiden, neerlandica, redacteur Groot Nieuws Bijbel
- 1986 - Alje Klamer, Ikon-pastor en pleitbezorger homo's
- 1986 - Ad den Besten, dichter van onder meer het Liedboek voor de Kerken
- 1988 - Wies Stael-Merkx, van de inmiddels opgeheven Acht Mei Beweging
- 1990 - Elien Lammers, van de Stichting Santekraam
- 1993 - Jan Willem Schulte Nordholt, historicus, dichter voor onder meer het Liedboek voor de Kerken
- 1995 - Kees de Kort, beeldend kunstenaar, tekende onder andere Wat de bijbel ons vertelt
- 1997 - Mary Michon, televisieprogrammamaakster IKON
- 1999 - Leo Fijen, eindredacteur Kruispunt, Studio-RKK
- 2001 - Vonne van der Meer, auteur, voor onder meer Eilandgasten en  Avondboot
- 2003 - Anne van der Meiden, Bijbelvertaler, communicatiedeskundige, theoloog
- 2005 - Lútsen Kooistra, hoofdredacteur Friesch Dagblad
- 2007 - Jacobine Geel, theologe, televisiepresentator
- 2009 - Sela© (Liesbeth Labeur), beeldend kunstenares, voor haar ontwerp van de Calvijn!-Glossy
- 2011 - Tom Mikkers, theoloog, algemeen secretaris Remonstrantse Broederschap, voor vernieuwende kerkelijke projecten (onder andere bundel LICHT)
- 2013 - Jacco Doornbos, ceo en creative director Eye2eye Media, producent van The Passion
- 2015 - Thomas Erdbrink, journalist en correspondent, voor onder meer VPRO serie Onze man in Teheran
- 2017 - Kees Posthumus, theatermaker, voor onder meer zijn voorstellingen over Bijbelse en kerkelijke personages
- 2019 - Yvonne Zonderop, auteur, voor haar boek Ongelofelijk, over de verrassende comeback van religie
- 2021 - Samuel Lee, voor de wijze waarop hij aandacht vraagt voor christenen met een migratieachtergrond
- 2023 - Marieke van Schijndel, directeur Museum Catharijneconvent voor haar vermogen om betekenis van religieus erfgoed te vertalen naar deze tijd.
- 2025 - David Boogerd -  EO-presentator voor zijn bijdrage aan De Ongelooflijke Podcast waarmee hij een nieuw publiek bereikt.